# Kính viễn vọng quang học

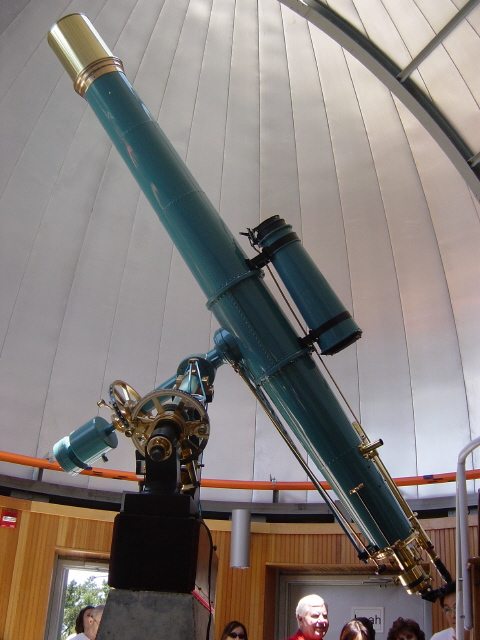
Kính thiên văn khúc xạ lõm 8 inch tại Trung tâm Khoa học và Vũ trụ Chabot

Kính viễn vọng quang học là một loại kính viễn vọng thiên văn thu thập và tập trung ánh sáng, chủ yếu từ phần quang phổ điện từ nhìn thấy và lân cận, tạo ra một hình ảnh phóng to để xem trực tiếp, hoặc chụp ảnh hoặc thu thập dữ liệu qua cảm biến hình ảnh điện tử.
Có ba loại chính của kính viễn vọng quang học:
- Khúc xạ, sử dụng các thấu kính (dioptrics)
- Phản xạ, sử dụng gương (catoptrics)
- Kết hợp ống kính và gương (catadioptric telescopes).[2]

Khả năng thu thập ánh sáng của kính viễn vọng và khả năng phân giải các chi tiết nhỏ liên quan trực tiếp đến đường kính (hoặc khẩu độ) của kính vật (objective) của nó (ống kính chính hoặc gương thu và tập trung ánh sáng). Kính vật càng lớn thì kính viễn vọng sẽ thu thập được càng nhiều và chi tiết nó sẽ phân giải tốt hơn.
Kính viễn vọng và ống nhòm được dùng để thực hiện các hoạt động như thiên văn học quan sát, nghiên cứu chim (Ornithology), hoa tiêu, do thám, hoặc để xem biểu diễn thể thao hay nghệ thuật.